# New Haven (Illinois)
New Haven es una villa ubicada en el condado de Gallatin en el estado estadounidense de Illinois. En el Censo de 2010 tenía una población de 433 habitantes y una densidad poblacional de 133,11 personas por km².

## Geografía
New Haven se encuentra ubicada en las coordenadas 37°53′55″N 88°7′36″O / 37.89861, -88.12667. Según la Oficina del Censo de los Estados Unidos, New Haven tiene una superficie total de 3.25 km², de la cual 3.18 km² corresponden a tierra firme y (2.23%) 0.07 km² es agua.

## Demografía
Según el censo de 2010, había 433 personas residiendo en New Haven. La densidad de población era de 133,11 hab./km². De los 433 habitantes, New Haven estaba compuesto por el 100% blancos, el 0% eran afroamericanos, el 0% eran amerindios, el 0% eran asiáticos, el 0% eran isleños del Pacífico, el 0% eran de otras razas y el 0% pertenecían a dos o más razas. Del total de la población el 0.69% eran hispanos o latinos de cualquier raza.